# ヘンドリック・インディヤック

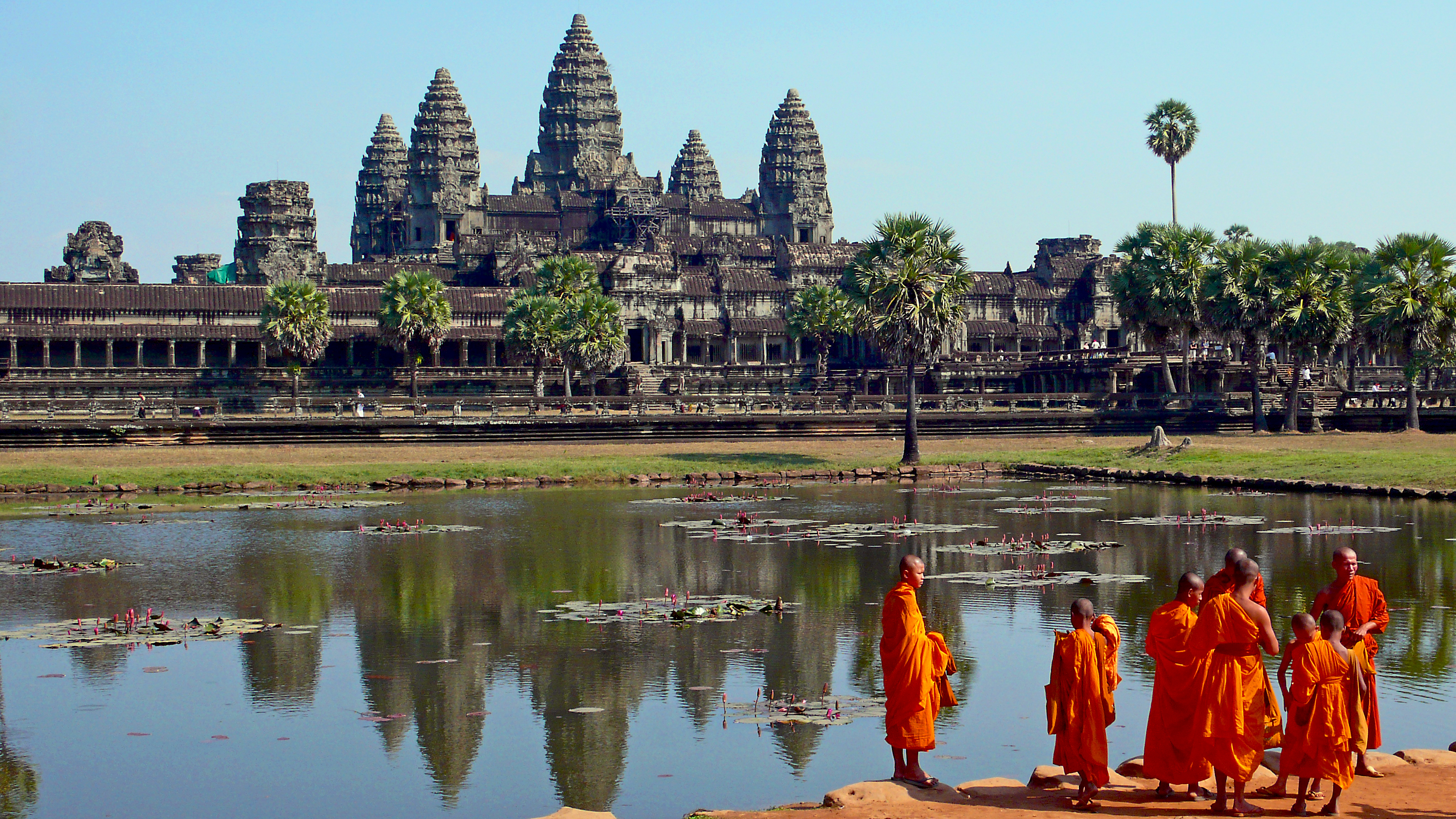
アンコール

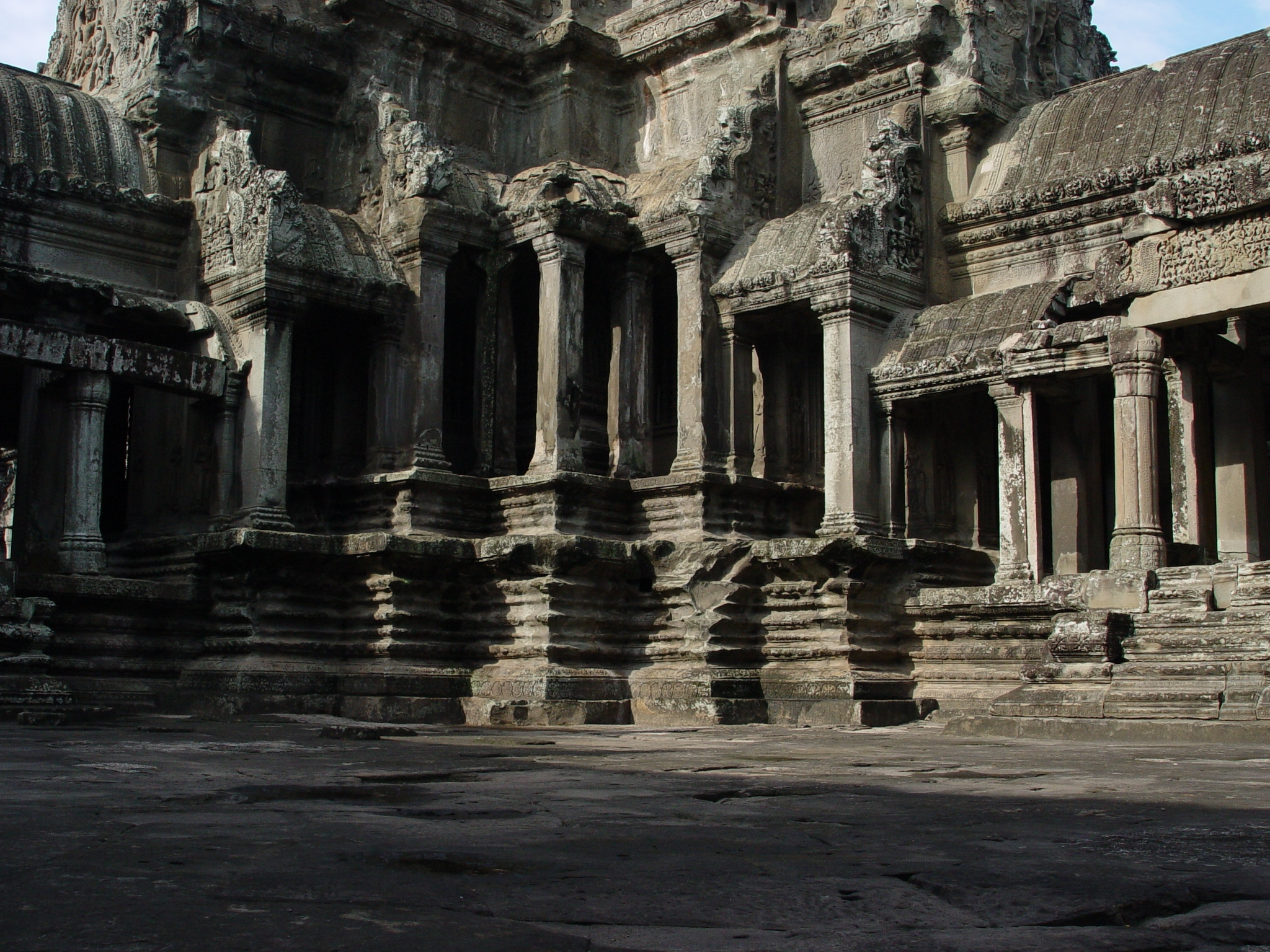
アンコール寺院の近影

ヘンドリック・インディヤック（Hendrick Indijck、1615年アルクマール生 - 1664年バタヴィア没）は、オランダ東インド会社の社員で第29代、第31代のオランダ商館長。

## 経歴
インディヤックはアルクマールで公証人を務めていたが、35歳の時に東インド会社に入社した。彼はタイ（アユタヤ）商館の副マーチャントとなり、1665年にはカンボジアに平和交渉に赴いている。その際、アンコール・ワットを訪れ、現地の女性と結婚した。
アユタヤ朝のナーラーイ王（在位1657年-1688年）はコスモポリタン的であり、外国人に対して好意的であったが、外国からの影響に関しては疑念を有していた。オランダと英国の会社が工場を建設し、アユタヤの外国使節がパリとデン・ハーグに送られた。様々な国と関係を持つに連れ、タイ王室はオランダとの関係を強化し、フランスやイギリスの影響が強くなりすぎるのを防いだ。
1657年、インディヤックは日本に異動となり、出島オランダ商館の次席となった。1660年には商館長に昇進し、息子と娘、そしておそらくは妻を伴った。インディヤックの息子は父と共に江戸に赴き、将軍徳川家綱にも拝謁している。
1661年、インディヤックは、フレデリック・コイエットの下でオランダ領台湾の副長官となった。しかしながら、ゼーランディア城の陥落前に、実際に赴任できなた否かは不明である。1662年にインディヤックは再び出島の商館長となった。さらに、1664年にも出島商館長に任命されたが、出発前に死亡した。彼の妻は既に死亡していたため、子息は一時的に児童養護施設に預けられた。後見人は、母の母国で彼らの引受先を探したが、結局オランダに向かい、そこで結婚している。

## 参考資料
- Opstall, M. E. van (1986) 'From Alkmaar to Ayudhya and back'. In: All of one company: The VOC in biographical perspective, ed. R. Ross and G. Winius (Utrecht: HES), pp. 108-20.
- Wijnaendts van Resandt (1944) De gezaghebbers der Oost-Indische Compagnie op hare buiten-comptoiren in Azië, p. 144.

| 先代 ヨアン・ボウヘリヨン     | オランダ商館長（第29代） 1660年10月26日 - 1661年11月21日 | 次代 ディルク・ファン・リエル |
| 先代 ディルク・ファン・リエル | オランダ商館長（第31代） 1662年11月6日 - 1663年10月20日  | 次代 ウィレム・ボルガー       |